# 5798 Burnett
5798 Burnett eller 1980 RL7 är en asteroid i huvudbältet som upptäcktes den 13 september 1980 av den amerikanska astronomen Schelte J. Bus vid Palomar-observatoriet. Den är uppkallad efter amerikanen Donald Burnett.
Asteroiden har en diameter på ungefär 8 kilometer.